# Soluzione estrema (film 1998)
Soluzione estrema (Desperate Measures) è un film thriller statunitense del 1998 diretto da Barbet Schroeder.

## Trama
Il figlio del detective Frank Conner è gravemente malato, e serve subito un donatore di midollo. L'unico con un DNA compatibile, per sfortuna, è l'omicida Peter McCabe. Il criminale accetta, ma solo per trovare un modo di evadere, mettendo a soqquadro l'intero ospedale. Da qui poco prima dell'iniezione che dovrebbe metterlo sotto sedazione, McCabe, riesce a liberarsi e darà il via alla sua rocambolesca fuga attraverso la struttura ospedaliera in cui si trova per finire con un inseguimento stradale con il detective Conner il quale riuscirà a fermarlo poco prima del suo tentato suicidio. Il bambino viene salvato, e il finale lascia intendere che Peter tenterà di nuovo di evadere dall'ospedale.